# Ocotea scalariformis
Ocotea scalariformis är en lagerväxtart som beskrevs av Van der Werff. Ocotea scalariformis ingår i släktet Ocotea och familjen lagerväxter. Inga underarter finns listade i Catalogue of Life.